# Saldubella missimensis
Saldubella missimensis är en tvåvingeart som beskrevs av James 1977. Saldubella missimensis ingår i släktet Saldubella och familjen vapenflugor. Inga underarter finns listade i Catalogue of Life.